# Anhumas

Vị trí của Anhumas trong bản đồ bang São Paulo

Anhumas là một đô thị ở bang São Paulo, Brasil. Anhumas có dân số (năm 2007) là 3695 người, diện tích là 320,926 km², mật độ dân số 11 người/km². Anhumas nằm ở độ cao 422 m, cách thủ phủ bang São Paulo 560 km. Đô thị này nằm ở khu vực khí hậu cận nhiệt đới. Theo điều tra năm 2000, 
Anhumas này có:
- Tổng dân số 3411 người, trong đó, dân số thành thị: 2507, nông thôn: 904 người.
- Nam giới: 1742, nữ giới: 1669 người.
- Mật độ dân số 10,63 người/km².
- Tuổi thọ bình quân: 71,98 năm.
- Tỷ lệ trẻ dưới 1 tuổi tử vong (trên 1 triệu): 14,48
- Tỷ lệ biết đọc biết viết: 84,99% dân số.
- Chỉ số phát triển con người: 0,752
- Tỷ lệ sinh (trẻ/bà mẹ): 1,9

Đô thị này giáp các đô thị: 